# The Lucky Ones (canção)
"The Lucky Ones" é uma canção da cantora e compositora estoniana Kerli do seu segundo extended play (EP), Utopia, de 2013. Após lançar dois singles promocionais do seu futuro segundo álbum de estúdio entre 2011–12, "Army of Love" e "Zero Gravity", respectivamente, a faixa foi distribuída em 29 de outubro de 2012 pela Island Records como o primeiro single do EP.
"The Lucky Ones" foi composta por Kerli, Svante Halldin e Jakob Hazell, com sua produção encarregada pelos dois últimos como a equipe sueca SeventyEight. Uma obra de electropop com batidas de eletronic dance music (EDM) e trance, suas letras foram inspiradas pela cura do câncer de um amigo de Kerli e encorajam as pessoas a serem gratas pelo que elas têm na vida. Nos Estados Unidos, a obra atingiu respectivamente os números um e doze das tabelas musicais Hot Dance Club Songs e Dance/Electronic Songs, ambas da revista Billboard. Seu vídeo acompanhante foi dirigido por Ethan Chancer.

## Antecedentes e lançamento
Em 2011 e 2012, Kerli lançou respectivamente duas canções como singles promocionais do seu futuro segundo álbum de estúdio: "Army of Love" e "Zero Gravity", ambas as quais foram inicialmente anunciadas como singles oficiais do disco. Em 2012, a artista e a equipe  de produção sueca SeventyEight, formada por Svante Halldin e Jakob Hazell, começaram a trabalhar em faixas para o projeto nos Westlake Recording Studios de Los Angeles, Estados Unidos e em Estocolmo, Suécia. Kerli afirmou se sentir confortável ao trabalhar no estúdio com a dupla, a qual ela mencionou como suas "almas gêmeas da composição", acrescentando que quando eles "(...) estavam no estúdio juntos, a energia era cheia de eletricidade". A colaboração entre os profissionais resultou em músicas como "The Lucky Ones". Em agosto daquele ano, o vice-presidente da gravadora Universal Motown Chris Anokute anunciou em sua conta na rede de microblogging Twitter que uma canção intitulada "Lucky Ones" serviria como o primeiro single do álbum. Em setembro seguinte, a estoniana fez uma conversação ao vivo explicando o significado da obra, cuja inspiração veio de um amigo seu encontrando a cura para o câncer: "A mensagem da canção é para nós nunca esquecermos que nós somos sortudos. É o fato de podermos nos sentar aqui (...) e sermos saudáveis. Esta é com certeza a canção mais significativa que eu já compus."
Em 26 de outubro de 2012, "The Lucky Ones" teve sua estreia no portal do blogueiro Perez Hilton. Três dias depois, a canção foi disponibilizada para download digital em lojas através da Island Records. Em janeiro de 2013, a revista Glamour publicou uma entrevista com Kerli, confirmando a faixa como o primeiro single do segundo extended play (EP) da cantora, Utopia, de 2013.

## Composição
"The Lucky Ones" é uma obra do gênero electropop. Sua produção baseada em sintetizadores contém batidas de eletronic dance music (EDM) e trance. As letras da música foram inspiradas na cura do câncer por um músico amigo da cantora. Sobre o caso, a estoniana explicou que após o primeiro dia de quimioterapia do seu parceiro, os médicos que analisaram exames antigos e concluíram que os nódulos presentes no corpo do artista sempre estiveram nele, mas "não era o mesmo câncer, e sim algo a mais que eles precisavam tratar". Após a terapia intravenosa ser desconectada do corpo do amigo de Kerli, ele foi liberado para ir para casa. De acordo com a cantora, "(...) para uma pessoa que ia perder tudo na vida (...) nós chegamos à conclusão que um milagre havia acontecido. Eu sempre quis acreditar em milagres, mas nunca tinha presenciado um antes, que fosse bem poderoso, então isso me fez escrever a canção. Ela é bem pessoal pra mim."
Kerli canta versos como "E quando teu mundo estiver desmoronando/ Eu posso torná-lo melhor/ Quando estiveres perdido e precisares ser encontrado/ Vou procurar para sempre", enquanto no refrão exclama "Nós somos sortudos!".

## Desempenho nas tabelas musicais
Na edição de 8 de dezembro de 2012 da tabela musical Hot Dance Club Songs da revista estadunidense Billboard, "The Lucky Ones" estreou no número 41. Na sua décima primeira semana na lista, a canção pulou para a primeira posição, se tornando a segunda faixa de Kerli a atingir o mesmo desempenho após "Army of Love", de 2011. Na edição de 26 de janeiro de 2013 da classificação Dance/Electronic Songs, também da Billboard, a música estreou no número doze e desceu duas posições na semana seguinte, voltando à colocação inicial na sua terceira permanência consecutiva na publicação. Na listagem do ano de 2013 para a Dance/Electronic Songs, "The Lucky Ones" chegou ao número 83.
| Tabela (2012–13)                        | Melhor posição |
| --------------------------------------- | -------------- |
| Estados Unidos (Hot Dance Club Songs)   | 1              |
| Estados Unidos (Dance/Electronic Songs) | 12             |

| Tabela (2013)                           | Melhor posição |
| --------------------------------------- | -------------- |
| Estados Unidos (Dance/Electronic Songs) | 83             |

## Listas de faixas
| Download digital |                  |         |  |
| N.º              | Título           | Duração |  |
| 1.               | "The Lucky Ones" | 3:55    |  |

| Extended play (EP) de remixes |                                                           |         |  |
| N.º                           | Título                                                    | Duração |  |
| 1.                            | "The Lucky Ones" (Morgan Page Extended Club)              | 5:35    |  |
| 2.                            | "The Lucky Ones" (Morgan Page Instrumental)               | 5:34    |  |
| 3.                            | "The Lucky Ones" (Rich Morel's Hot Sauce Mix)             | 7:24    |  |
| 4.                            | "The Lucky Ones" (Rich Morel's Hot Sauce Dub)             | 7:03    |  |
| 5.                            | "The Lucky Ones" (Hector Fonseca Club Mix)                | 7:01    |  |
| 6.                            | "The Lucky Ones" (Hector Fonseca & Tommy Love Tribal Dub) | 6:07    |  |
| 7.                            | "The Lucky Ones" (Syn Cole Vs. Kerli Club)                | 6:21    |  |
| 8.                            | "The Lucky Ones" (Syn Cole Vs. Kerli Dub)                 | 6:20    |  |
| 9.                            | "The Lucky Ones" (tyDi Remix)                             | 5:48    |  |
| 10.                           | "The Lucky Ones" (tyDi Dub)                               | 5:47    |  |
| 11.                           | "The Lucky Ones" (Cole Plante Extended Remix)             | 5:52    |  |
| 12.                           | "The Lucky Ones" (Oliver Twizt Remix)                     | 5:23    |  |

## Histórico de lançamento
| País           | Data                  | Formato          | Gravadora |
| -------------- | --------------------- | ---------------- | --------- |
| Canadá         | 29 de outubro de 2012 | Download digital | Island    |
| Estados Unidos | 29 de outubro de 2012 | Download digital | Island    |
| México         | 29 de outubro de 2012 | Download digital | Island    |
| Alemanha       | 5 de novembro de 2012 | Download digital | Island    |
| Austrália      | 5 de novembro de 2012 | Download digital | Island    |
| Brasil         | 5 de novembro de 2012 | Download digital | Island    |
| França         | 5 de novembro de 2012 | Download digital | Island    |
| Japão          | 5 de novembro de 2012 | Download digital | Island    |
| Moçambique     | 5 de novembro de 2012 | Download digital | Island    |
| Nova Zelândia  | 5 de novembro de 2012 | Download digital | Island    |
| Portugal       | 5 de novembro de 2012 | Download digital | Island    |
| Reino Unido    | 5 de novembro de 2012 | Download digital | Island    |